# Cutie Honey Seed
Cutie Honey Seed (キューティーハニーＳＥＥＤ?, Kyūtī Hanī Shīdo) è un manga scritto e disegnato da Komugi Hoshino e Gō Nagai e basato sulla serie originale Cutie Honey di Nagai. Insieme a Gomaden Shutendoji, Harenchi Gakuen ~The Company~, Kekko Kamen P, Mazinger Angels, Occult Dan D3 e Cutie Honey Seed è un nuovo sviluppo delle serie classiche di Nagai, reinterpretate da nuovi disegnatori.

## Trama
Yuuta è un grande fan di Cutey Honey, talmente innamorato dell'eroina da non essere in grado di ammettere il proprio amore per la sua vicina di casa, Midori, che tra l'altro ricambierebbe pure i suoi sentimenti.
Un giorno, un alieno si schianta sulla terra, e viene recuperato da Yuuta. L'alieno ha l'aspetto di una graziosa ragazza, e Yuuta decide di chiamarla proprio con il nome della sua eroina, Honey Kisaragi. Inizialmente Yuuta tenterà di tenere nascosta al mondo l'esistenza di Honey, ma quando la cosa salta fuori, Yuuta racconta a tutti che Honey è una sua lontana cugina.
Honey ha un carattere ingenuo, innocente e facile all'entusiasmo per qualsiasi cosa gli appaia nuova o interessante. Tuttavia, Honey è anche in grado di sfoderare un enorme potere, se si rivela necessario proteggere se stessa o i suoi cari, proprio come la "vera" Cutie Honey.